# 浜岡砂丘

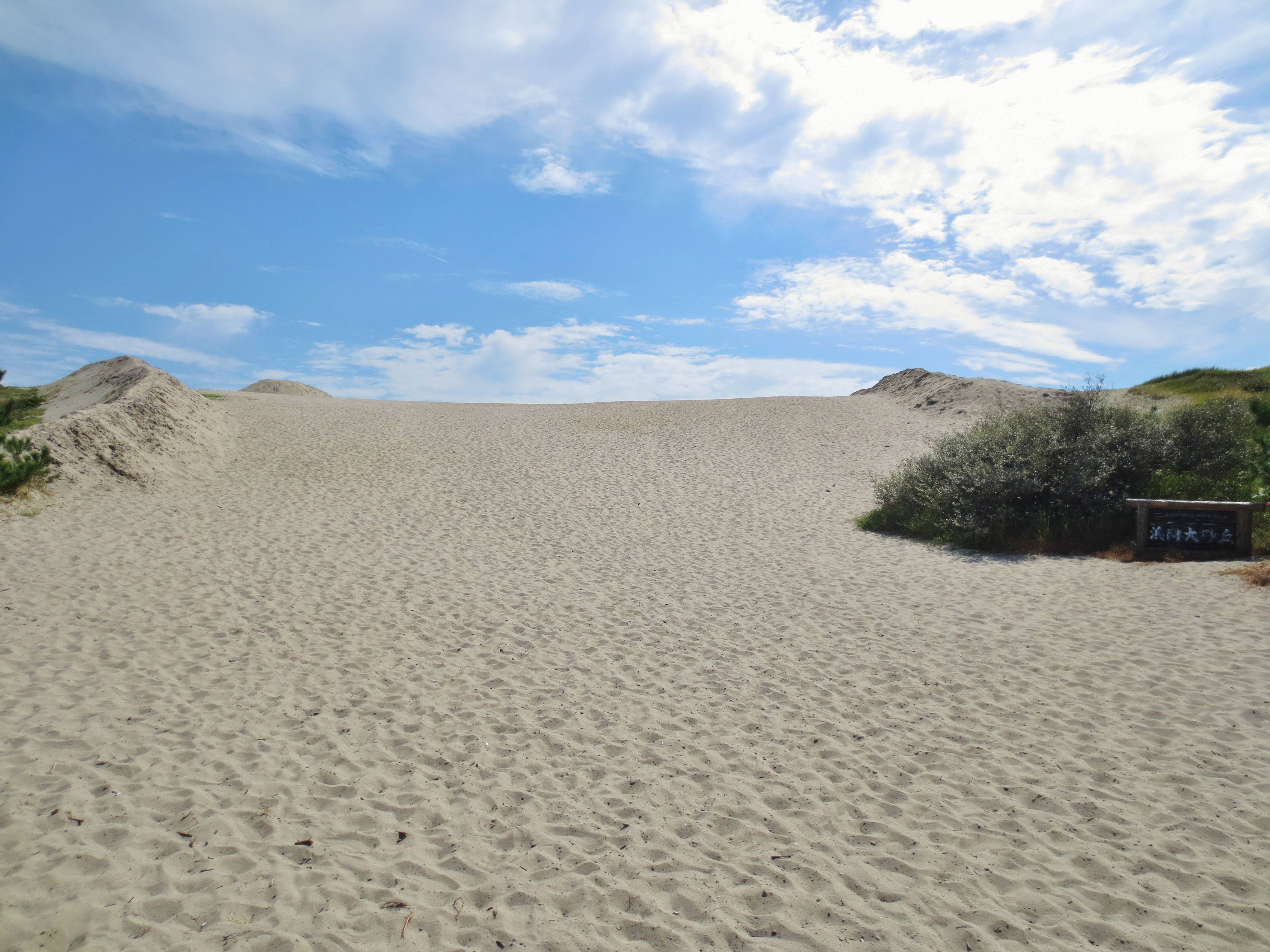
浜岡砂丘

浜岡砂丘（はまおかさきゅう）は、静岡県御前崎市にある砂丘。南遠大砂丘の一部で、御前崎遠州灘県立自然公園。

## 地理

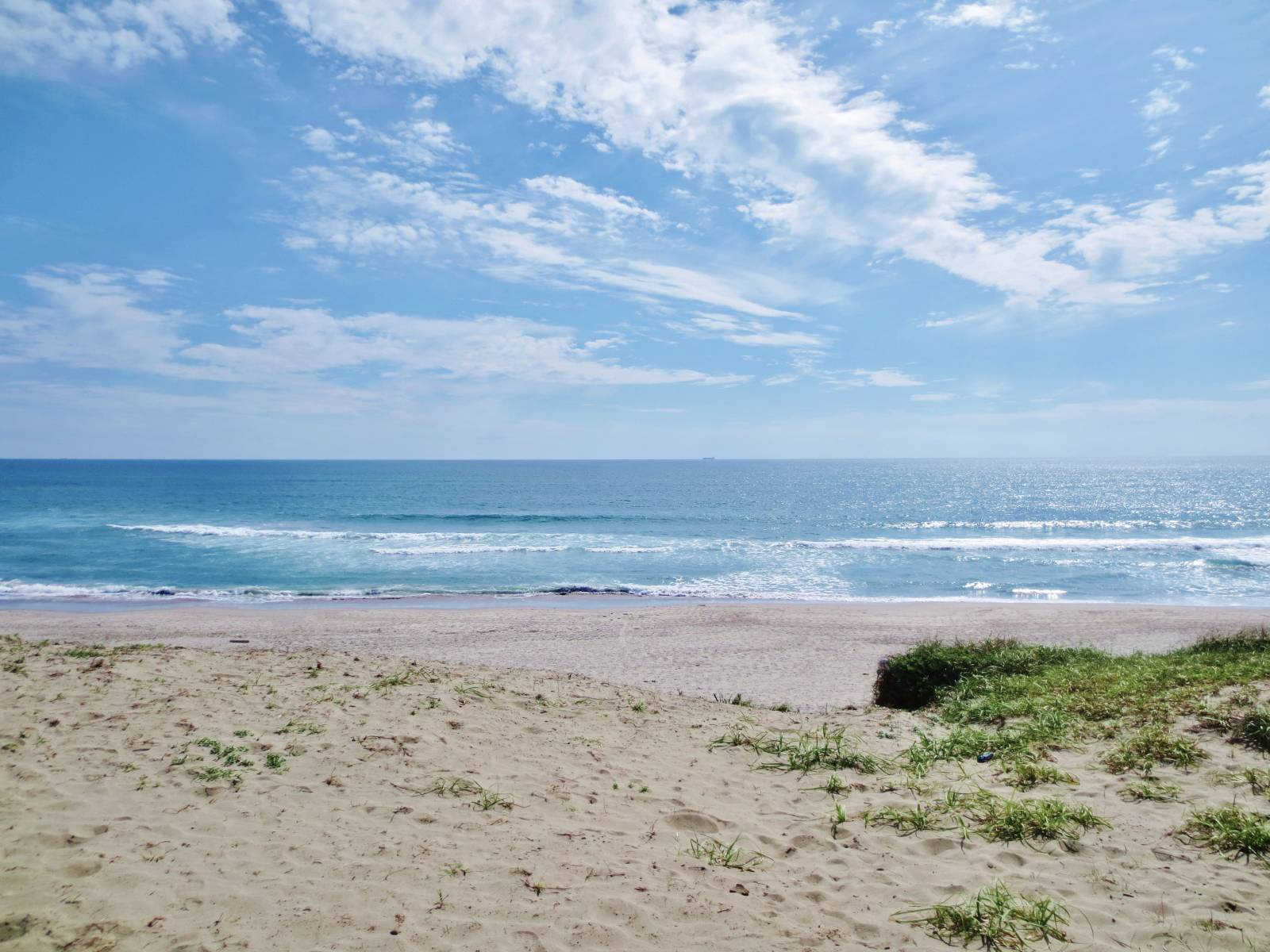
浜岡砂丘より遠州灘を望む

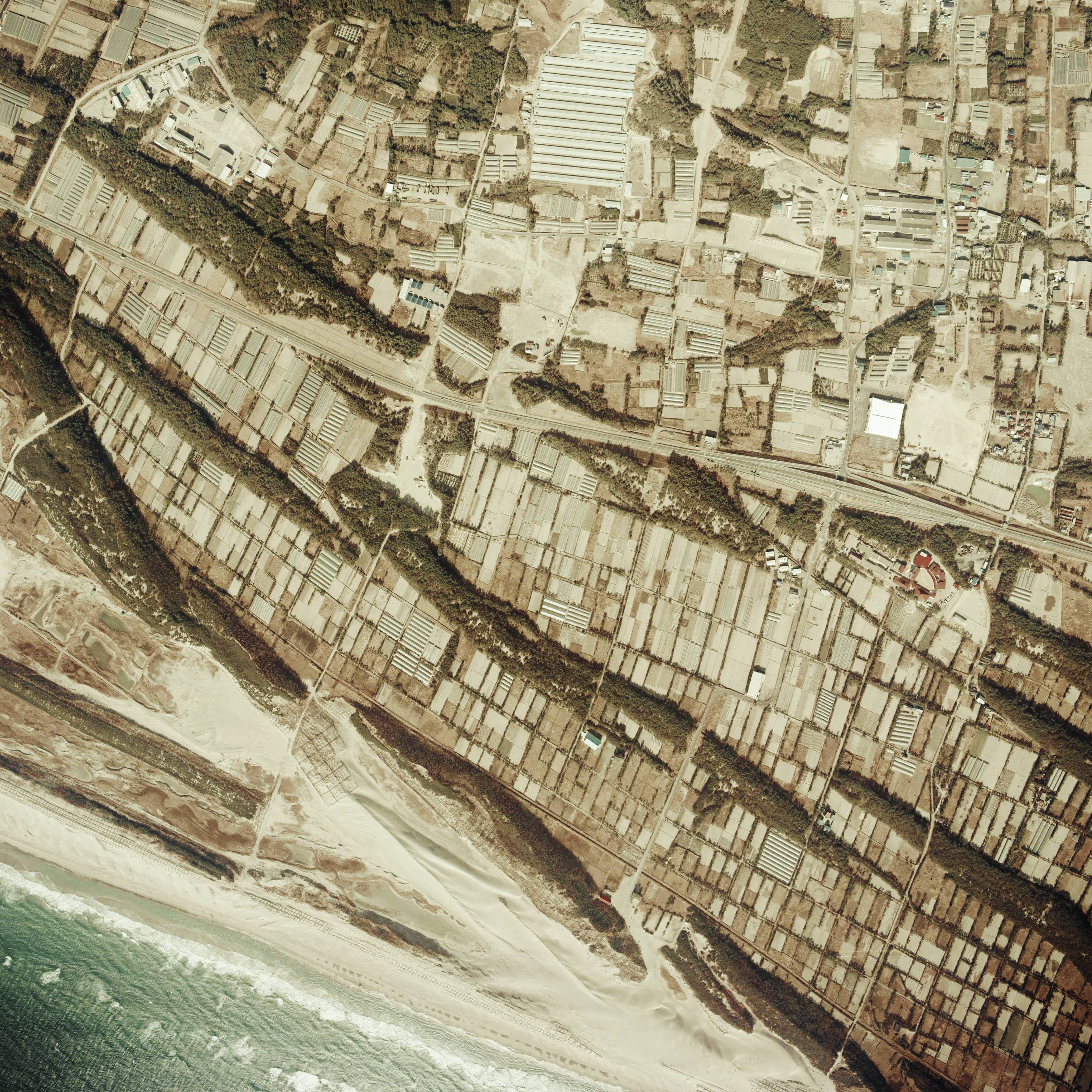
浜岡砂丘空撮
海岸線に対し斜めに設けられた防風林・防砂林の列が見える

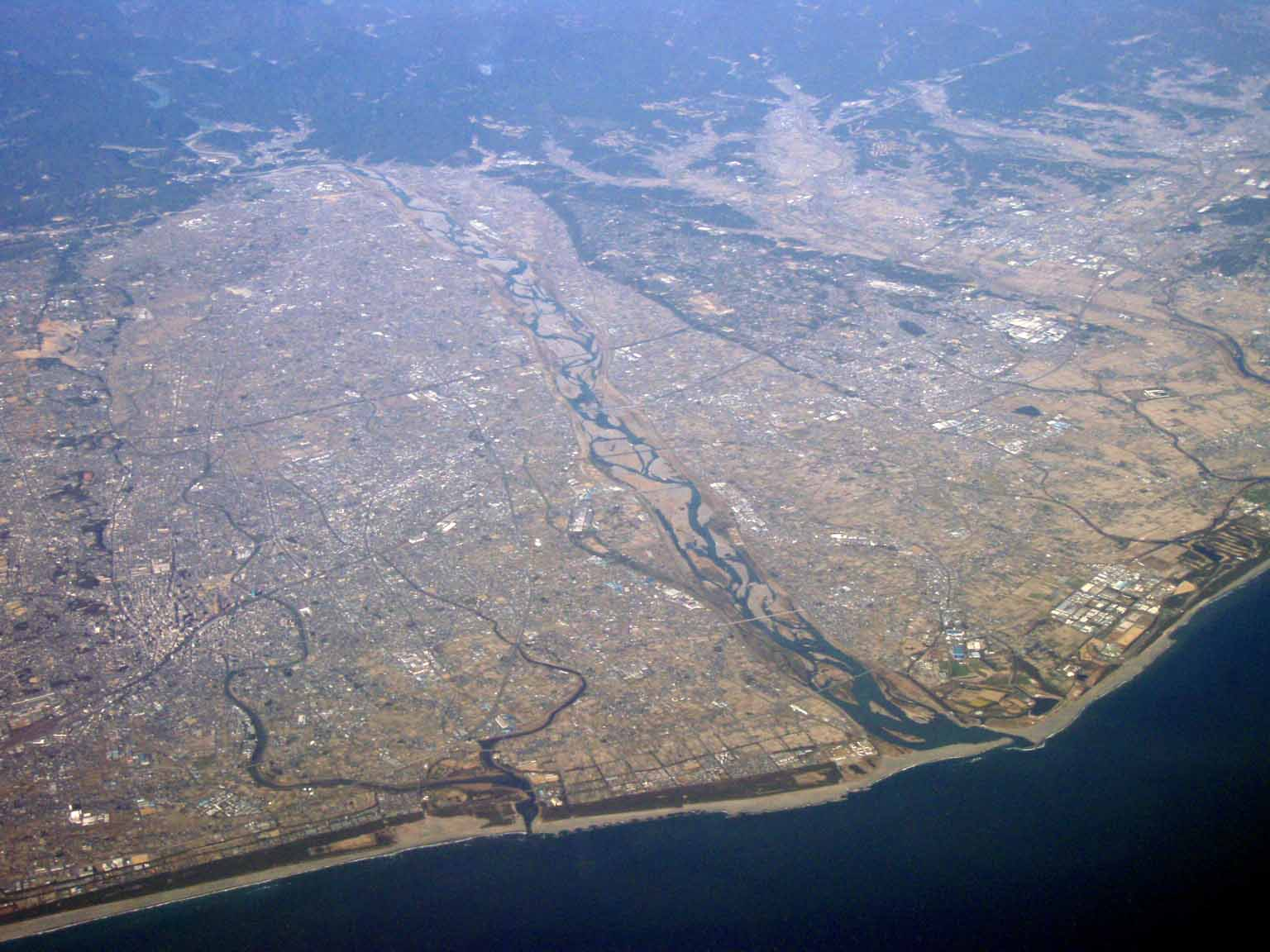
浜岡砂丘の西、遠州灘に注ぐ天竜川

2004年（平成16年）に榛原郡御前崎町と合併して御前崎市となった小笠郡浜岡町は、1955年（昭和30年）に池新田町・比木村・佐倉村・朝比奈村・新野村が合併して成立した。「浜岡」という町名は、町域南部の砂浜と北部の丘陵とを表すとともに、浜松市と静岡市との中間に位置していることに由来するものである。旧・浜岡町の中心部であり、現在も御前崎市役所が置かれている池新田の南部、新野川の河口一帯は砂丘が発達を見せている。これが浜岡砂丘であり、南遠大砂丘の中でもとりわけ大きな規模を持つものである。
砂丘に堆積している砂は、天竜川が上流から運んできた土砂が遠州灘沿岸の潮流と強い西風（遠州のからっ風）に乗って、当地まで運ばれてきたもの。戦後になって砂丘の規模が縮小傾向にあるが、これは天竜川上流におけるダム建設が影響していると見られている。
砂丘の砂は風に飛ばされ、高松山や桜ヶ池といった北部の丘陵にまで達する。古くは砂丘からの砂による被害が多く、風下に位置する集落では畑が砂で埋没したことがあった。その対策として取られたのが、人工斜砂丘というものである。当地では、海岸線に対して斜めの方向で砂丘の列が造られている。始めに堆砂垣を立てておき、そこへ砂を堆積させて行く。すると西風は成長した人工斜砂丘によって南へと向きを変え、砂とともに海の方へと導かれる。こうした工夫によって飛砂被害の防止と景観の維持とを両立した浜岡砂丘は、静岡県から御前崎遠州灘県立自然公園の指定を受けている。
1964年（昭和39年）、映画『砂の女』のロケーション撮影が当地で行われた（安部公房による原作小説の舞台は山形県酒田市）ことから、多くの観光客が訪れるようになった。その後、砂丘規模の衰えや一帯の遊泳禁止措置などもあって観光客数は減少傾向にあったが、砂丘近くの白砂公園に植えられたカワヅザクラが有名になると、これを見に訪れる花見客が増えているという。

## 歴史

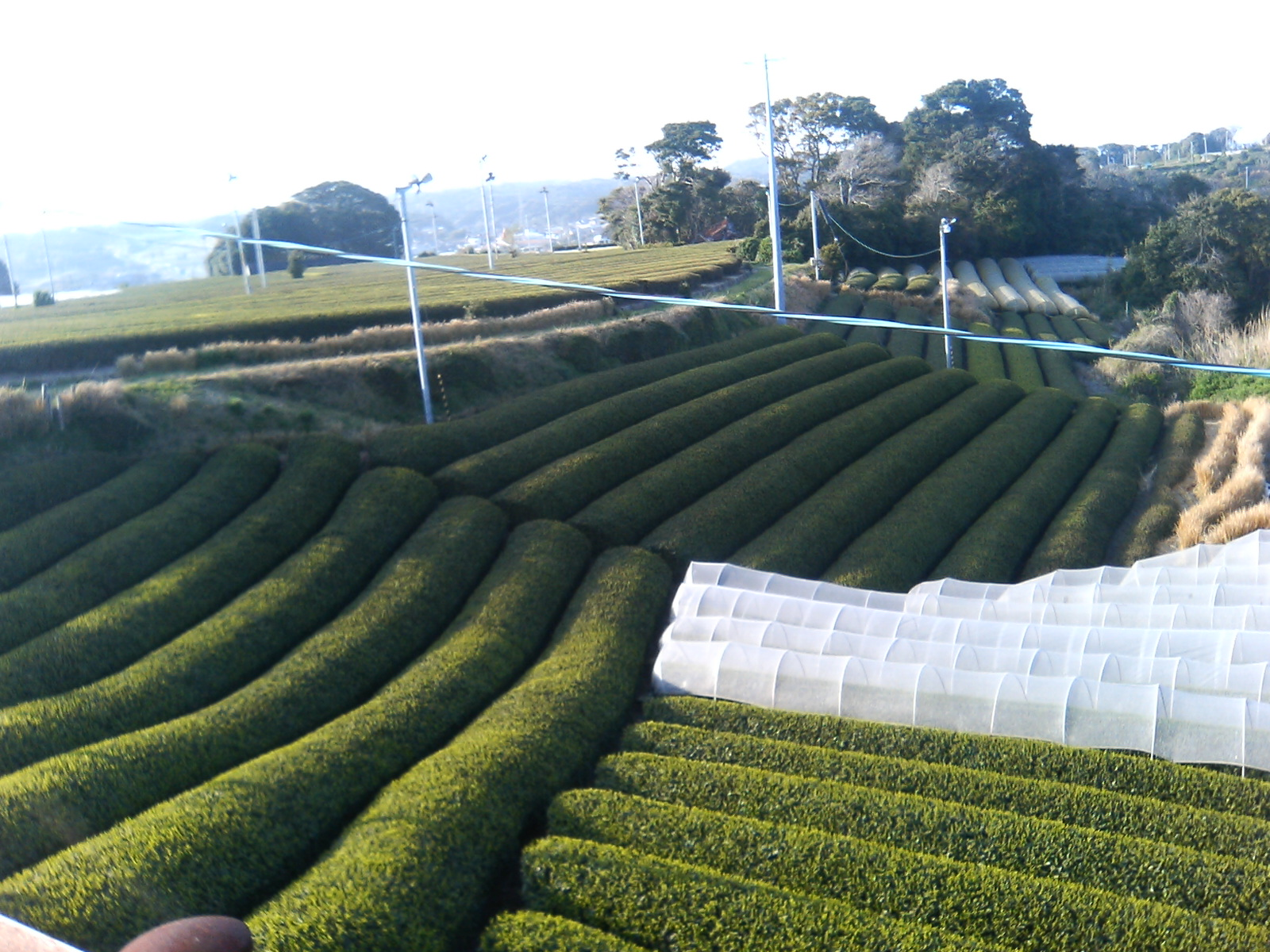
御前崎市の茶園

更新世（洪積世）の時代、当地は北部の丘陵を除く大部分が海中に没していた。完新世（沖積世）になると天竜川や菊川が運んできた土砂が海岸線に堆積し、砂丘を形成していった。すると丘陵にあった川や谷がせき止められ、沼や湿地が作られた。桜ヶ池もそのひとつである。現在の池新田のあたりも古くは新野川がせき止められてできた新野池と呼ばれる湖沼であったが、中世から近世の始め頃にかけて干拓され、現在のような平地が形作られた。
江戸時代になると砂丘に開発の手が伸ばされる。始めに砂防・植林活動を行い、植えた木々の生長を待って開墾。これの繰り返しによって南進して行くという、長い年月を要するものであった。農産物としては主にサツマイモが栽培され、大正から昭和にかけて干しいもの生産が農家にとって重要な副業となった。1878年（明治11年）には丸屋文六が長野県からクワの苗木6万本を持ち込み、池新田や佐倉を中心に養蚕業が発展したが、昭和に入ってからの世界恐慌や化学繊維の発達もあって衰退した。当地の河川は流域面積が狭く、灌漑用水として用いるには不十分であったが、大井川総合開発事業の一環で改善がなされ、現在では茶やミカン、温室やビニールハウスでのイチゴやメロンの栽培、ブタやニワトリといった畜産も盛んである。
文化年間には横須賀藩主・西尾忠善が安房国から漁師を呼び寄せ、当地に地引き網に用いる漁網の製法を伝えている。遠浅の海岸には暖流に乗ってイワシの群れがやって来るため、地引き網漁が発達した。しかし、1937年（昭和12年）の日中戦争勃発に伴い、大日本帝国陸軍が佐倉の海岸20キロメートルに渡る区間に遠江射場を設けたことで、地引き網漁は廃止されてしまった。戦後、この射場をアメリカ軍が接収しようとしたが、地元住民の活動によって免れたという。

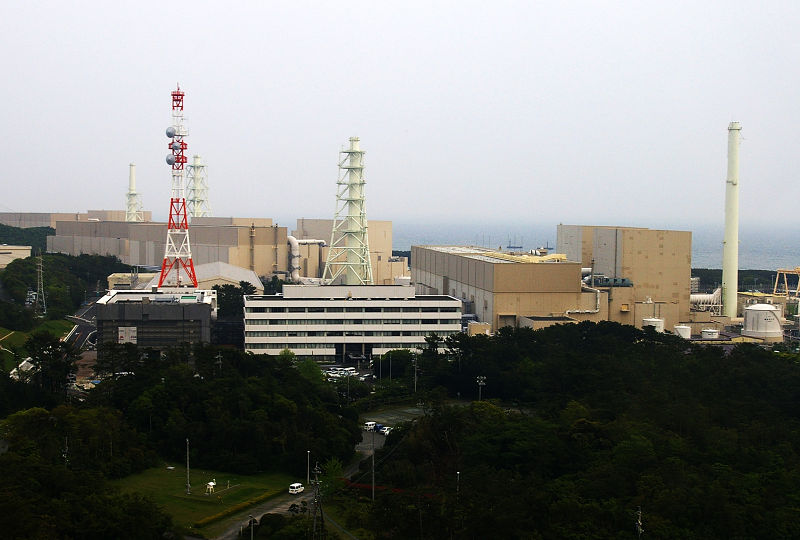
浜岡原子力発電所

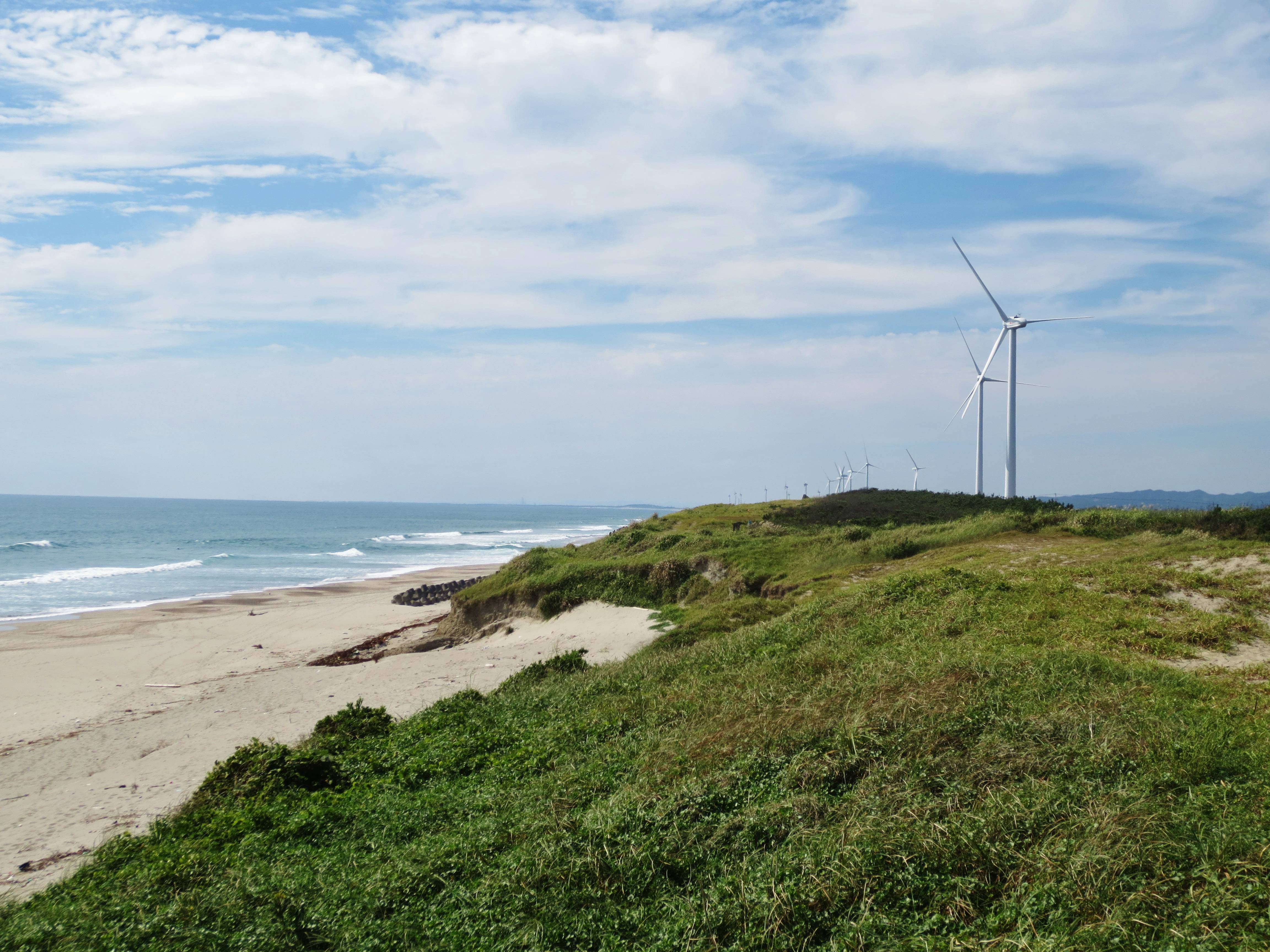
砂丘に立つ御前崎風力発電所の風車群

工業については水不足や交通の面で制約を受け長らく発展を見なかったが、1967年（昭和42年）に中部電力が佐倉において163万6,000平方メートルの土地を取得し、1971年（昭和46年）に浜岡原子力発電所1号機の建設に着手、1976年（昭和51年）に営業運転を開始させており、これを機に町は原子力発電所を地域の開発拠点と位置づけ、関連企業の誘致を積極的に推進した。浜岡原子力発電所にとって砂丘は堤防の役割をなすもの（砂丘堤防と称している）であり、想定する津波の高さがT.P.（東京湾平均海面） +6メートル程度であるのに対し、敷地の高さはT.P. +6 - 8メートル、さらに前面にはT.P. +10 - 15メートル、幅約60 - 80メートルの砂丘が広がっていることなどから、津波に対する安全性を確保しているものと中部電力は説明を行ってきた。現在は2013年（平成25年）に施行された原子力規制委員会の新規制基準に対応すべく、砂丘堤防のかさ上げ工事に加え、総延長1.6キロメートル、T.P. +22メートルの高さの防波壁を建設中である。

## 交通アクセス

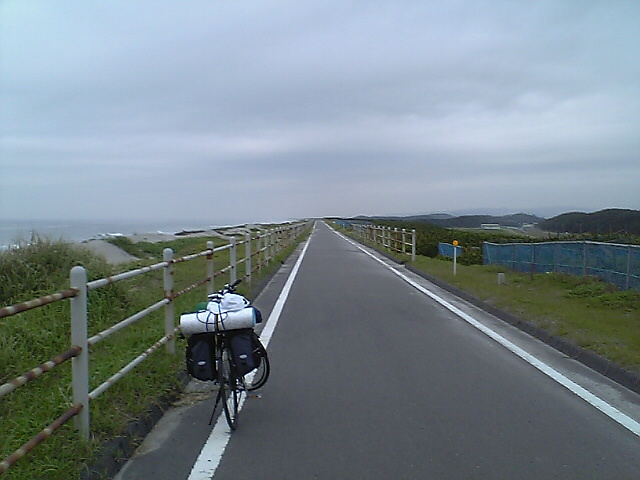
浜岡砂丘を走る自転車道（県道376号）

公共交通機関
JR東海道本線・菊川駅から路線バス（しずてつジャストライン）に乗車し、浜岡営業所にて下車、徒歩20分間。
自家用自動車
東名高速道路・相良牧之原インターチェンジから30分間。
国道150号・浜岡インターチェンジから南へ1 - 2分間。
自転車
静岡市から当地を経て浜松市へ至る自転車道（静岡県道375号静岡御前崎自転車道線・静岡県道376号浜松御前崎自転車道線）が整備されている。